# Gaius Cornelius Gallus

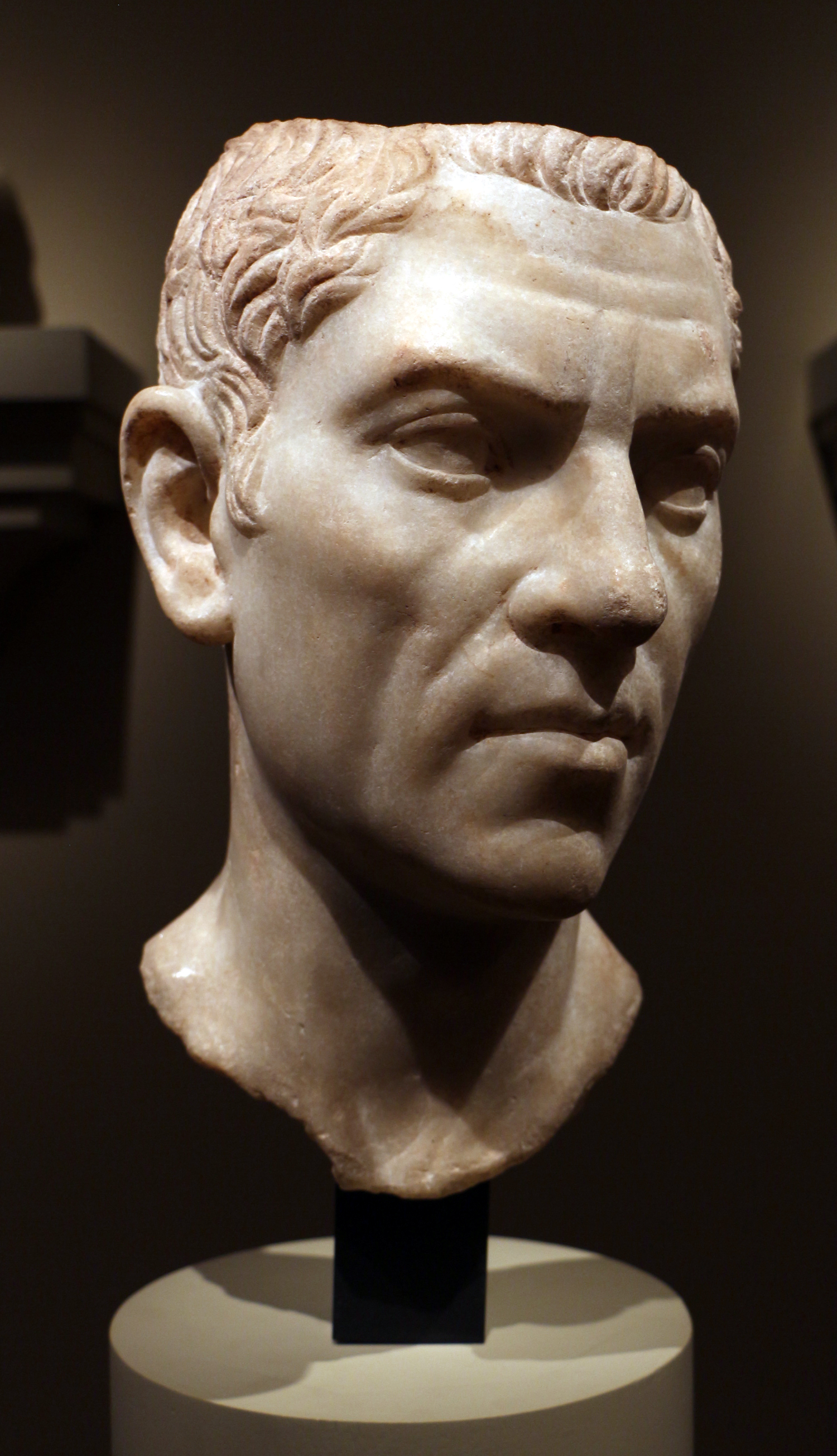
Marmorporträt im Cleveland Museum of Art, möglicherweise des C. Cornelius Gallus

Gaius Cornelius Gallus (* um 70 v. Chr. angeblich in Forum Iulii (Fréjus); † 27/26 v. Chr.) war ein römischer Politiker und Dichter.

## Leben
Gaius Cornelius Gallus wurde kurz nach dem Jahre 70 v. Chr. geboren und stammte aus niederen Verhältnissen. In der Zeit nach Caesars Ermordung befand er sich in der Gesellschaft des Politikers und Feldherrn Gaius Asinius Pollio. Als dessen praefectus fabrum lernte er den Dichter Vergil kennen und half ihm bei der Bedrohung seines Landbesitzes. Seit damals entstand zwischen den beiden Männern ein sehr herzliches Verhältnis und diese Sympathie übertrug sich auch auf die Dichtung. Wahrscheinlich begann nach dieser Zeit der literarische Erfolg des Cornelius Gallus.
Laut der Quellen wandte sich Gallus nach dem Ausscheiden Pollios aus der aktiven Politik im Jahr 39 v. Chr. Oktavian, dem späteren Augustus, zu. Im Kampf zwischen Oktavian und Marcus Antonius kommandierte er Oktavians Truppen und verhalf durch den Vormarsch nach Alexandria dem Bürgerkrieg zu einem glücklichen Ende. Die Inschrift des Vatikanischen Obelisken, der später auch im Circus am Vatikan in Rom aufgestellt wurde, zeigt, dass Gallus als praefectus fabrum im Auftrage Oktavians ein forum Iulium gründete. Durch sein entschlossenes Vorgehen empfahl er sich für höhere Aufgaben. Als Oktavian 30 v. Chr. Ägypten verließ, verlieh er Cornelius Gallus den Posten des ersten Statthalters von Ägypten (praefectus Alexandreae et Aegypti), anstelle die neue Provinz wie üblich von einem Senator verwalten zu lassen. Gallus erlangte damit eine Machtposition, die vor ihm kein römischer Ritter und in ihrer umfassenden Machtfülle kein senatorischer Statthalter innegehabt hatte. Er war persönlicher Repräsentant seines Dienstherren in Ägypten, militärischer Befehlshaber der dort stationierten Legionen, Appellationsinstanz in Rechtsfragen und Spitze der Bürokratie. Einmal jährlich reiste er durch das Land. Das Amt galt über weite Strecken der Kaiserzeit als Gipfel der ritterlichen Laufbahn.
In seiner Amtszeit in Ägypten hatte Gaius Cornelius Gallus zunächst einen Aufstand gegen die neuen römischen Herren in Oberägypten niederzuschlagen. Zudem verließ er mit den ihm unterstellten Truppen die römischen Reichsgrenzen und machte das Reich von Kusch zu einem Klientelkönigtum Roms. Seine politischen und militärischen Erfolge verewigte er in einer dreisprachigen Inschrift, die er auf der Insel Philae aufstellte. Im Jahr 27/26 v. Chr. wurde Gallus abgesetzt, kehrte nach Rom zurück und wurde angeklagt. Der Grund für diese Entwicklung geht aus den antiken Quellen nicht eindeutig hervor, die überlieferten Informationen haben eher anekdotischen Charakter. Cassius Dio überliefert beispielsweise, Gallus habe in der gesamten neuen Provinz Statuen von sich aufgestellt und Tatenberichte seiner Amtszeit auf den Pyramiden anbringen lassen.
Laut den Quellen begann der Sturz des Gallus in der ersten Jahreshälfte 27 v. Chr. und verlief in zwei Phasen: Der einleitende Schritt betraf vor allem das Verhältnis zwischen Augustus und Gallus und endete mit der formellen Aufkündigung der Freundschaft (renuntiatio amicitiae) durch den Prinzeps. Sie bedeutete kein Strafurteil im juristischen Sinne, sondern leitete endgültig den Freundschaftsbruch zwischen Augustus und Gallus ein. Für Cornelius Gallus war die Freundschaftskündigung des Augustus von vernichtender Wirkung. Seine politische Karriere war damit endgültig beendet. Daraufhin setzte in einem zweiten Schritt unter maßgeblicher Mitwirkung des Senats eine Flut von Anklagen ein, die Cornelius Gallus dann endgültig dazu trieben, sich das Leben zu nehmen. Der Prozess gegen ihn wurde aber noch zu Ende geführt.

## Werk
Gallus galt den Römern durch seine vier Bücher mit Elegien auf seine Lycoris genannte Geliebte (die Schauspielerin Cytheris) als Begründer der römischen Elegie. Ein Hexametergedicht, das er in der Tradition des Euphorion verfasste, wurde von Vergil in der Dichterweihe seiner 6. Ekloge lobend erwähnt. Er war auch der erste Dichter, der seine Dichtkunst als Mittel zu Liebeswerbung nutzte. In der Forschung gilt er als der Vater der augusteischen Liebeselegie. Properz und Ovid huldigten ihm nach seinem Tod, Quintilian schätzte ihn hingegen nicht besonders.
Von seinem Werk hat sich jedoch so gut wie nichts erhalten. Lange Zeit war das einzige erhaltene Fragment ein einziger Vers, der in dem spätantiken geographischen Lexikon des Vibius Sequester zitiert ist („uno tellures dividit amne duas“: „mit einem einzigen Strom teilt er zwei Länder“). Erst 1979 wurde ein zweites, umfangreicheres Fragment publiziert, das auf einem Papyrus im ägyptischen Qasr Ibrim gefunden worden war. Enthalten sind darauf neun Verse, deren Zuschreibung an Gallus zunächst angezweifelt wurde, die heute aber aufgrund der Übereinstimmung mit den sonstigen bekannten Informationen zu seinem Werk allgemein als echt angesehen werden.
In der Renaissance wurden Gaius Cornelius Gallus zudem einige Werke fälschlicherweise zugeschrieben. Ins Interesse der Literaturwissenschaft rückte ihn dann vor allem der Fund des Papyrus-Fragments sowie die Rekonstruktion der von ihm gesetzten Inschrift auf dem Vatikanischen Obelisken, der jetzt vor dem Petersdom in Rom steht. Trotz seines Schicksals ist er in der populären Antikenrezeption so gut wie nie wahrgenommen worden. Im 19. Jahrhundert war er allerdings Titelfigur des didaktischen Romans Gallus oder römische Scenen aus der Zeit Augusts zur Erläuterung der wesentlichsten Gegenstände aus dem häuslichen Leben der Römer von Wilhelm Adolf Becker.

## Textedition
- R. D. Anderson, P. J. Parsons, R. G. M. Nisbet: Elegiacs by Gallus from Qaṣr Ibrîm. In: The Journal of Roman Studies. Band 69, 1979, S. 125–155 (online – Editio princeps des Neufunds).